# Menuet
Pojavi se v 17. stoletju (Barok), ko se začenja veliki razcvet instrumentalne glasbe.
Pojavi se kot stavek v daljši ciklični (glasbene oblike, ki so sestavljene iz več posameznih stavkov) glasbeni obliki – baročna suita. 
Menuet je francoskega izvora – francoski ples. 
Vedno je v tridobnem taktu in v mirnem koračnem tempu. 
Sestavljen je iz ABA srednji del pa skladatelji imenujejo trio (triglasno oblikovan). 
Sprva so bili menueti dvodelni AB, kasneje postane tridelnost pravilo menueta.
♫ Händel: Ognjemet (2 delni) ~ baročna suita
♫ Mozart: 3. stavek simfonije (3 delni)  

Ob koncu klasicizma Bethowen zamenja menuet za scherzo (šala). Izvaja se enkrat hitreje kot menuet, sestavljen iz treh delov ABA.
♫ Beethowen: Scherzo – iz sonate za violino in klavir